# Кинерма
Ки́нерма (карел. Kinnermy) — старинная карельская деревня в составе Ведлозерского сельского поселения Пряжинского национального района Республики Карелия, комплексный памятник истории. Центр проживания карел-ливвиков.

## Общие сведения
Район, в котором находится деревня, был заселён в XVI веке.
Впервые поселение упоминается в «Писцовой книге Обонежской пятины» в 1496 году.
В деревне расположены жилые дома, старейшие из которых были возведены в XVIII веке и начале XIX, а также часовня Смоленской Божьей Матери, построенная в XVIII веке. В настоящее время дома охраняются как объекты культурного наследия Республики Карелия.
В 2000 году для поддержки деревни был создан Общественный фонд поддержки карельского культурного наследия Республики Карелия.
В 2001 году была создана общественная организация Kinnermäen ystävät. (Друзья Кинермы)
В 2016 году деревня была принята в «Ассоциацию самых красивых деревень России». В результате победы в конкурсе возник большой для крошечной деревни поток туристов, с которым шесть жителей не могут справиться: хозяйка единственной гостиницы сообщила журналистам, «Мы ж хотим за эти деньги обслужить качественно, чтоб люди не уезжали обиженными. Но 4 тысячи туристов в год! Мы физически уже не можем. У меня запись на полгода вперед».
В Кинерме действует выставка «Жизнь в Кинерме».
Среди застройки деревни памятниками архитектуры признаны следующие объекты:
- Жилой дом Качаловой (кон. XIX в.)
- Жилой дом Гавриловой (кон. XIX в.)
- Жилой дом Давыдова (1924 г.)
- Жилой дом Кузнецовой (2-я пол. XIX в.)
- Жилой дом Ершовой (2-я пол. XIX в.)
- Жилой дом Стафеевой (кон. XIX в.)
- Баня Кузнецовой (1902 г.)

## Население
Численность населения в 1905 году составляла 117 человек. В 1911 проживало 168 человек.
| 2002 | 2010 | 2013 |
| ---- | ---- | ---- |
| 4    | ↗6   | →6   |

## Фотографии

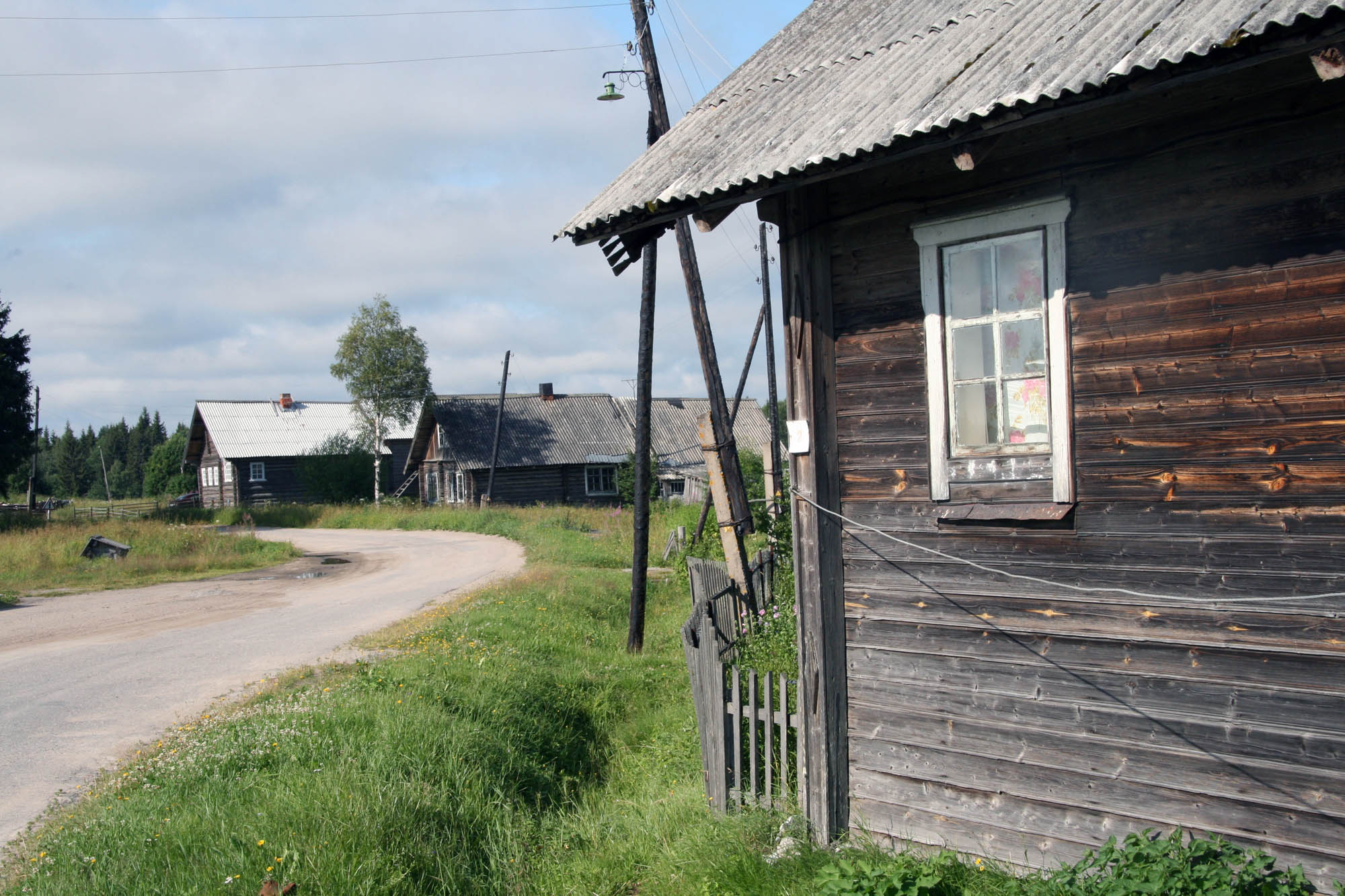
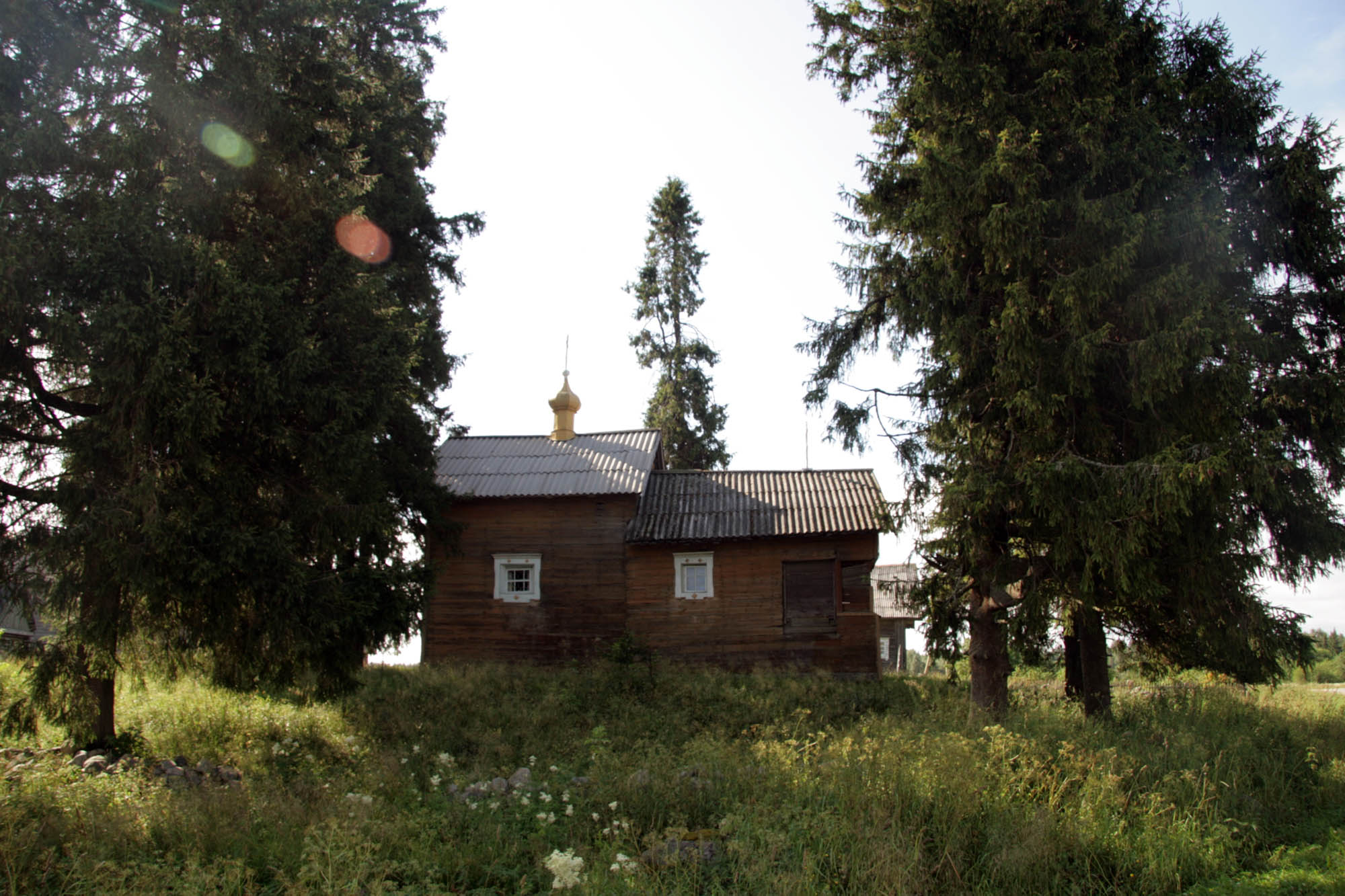
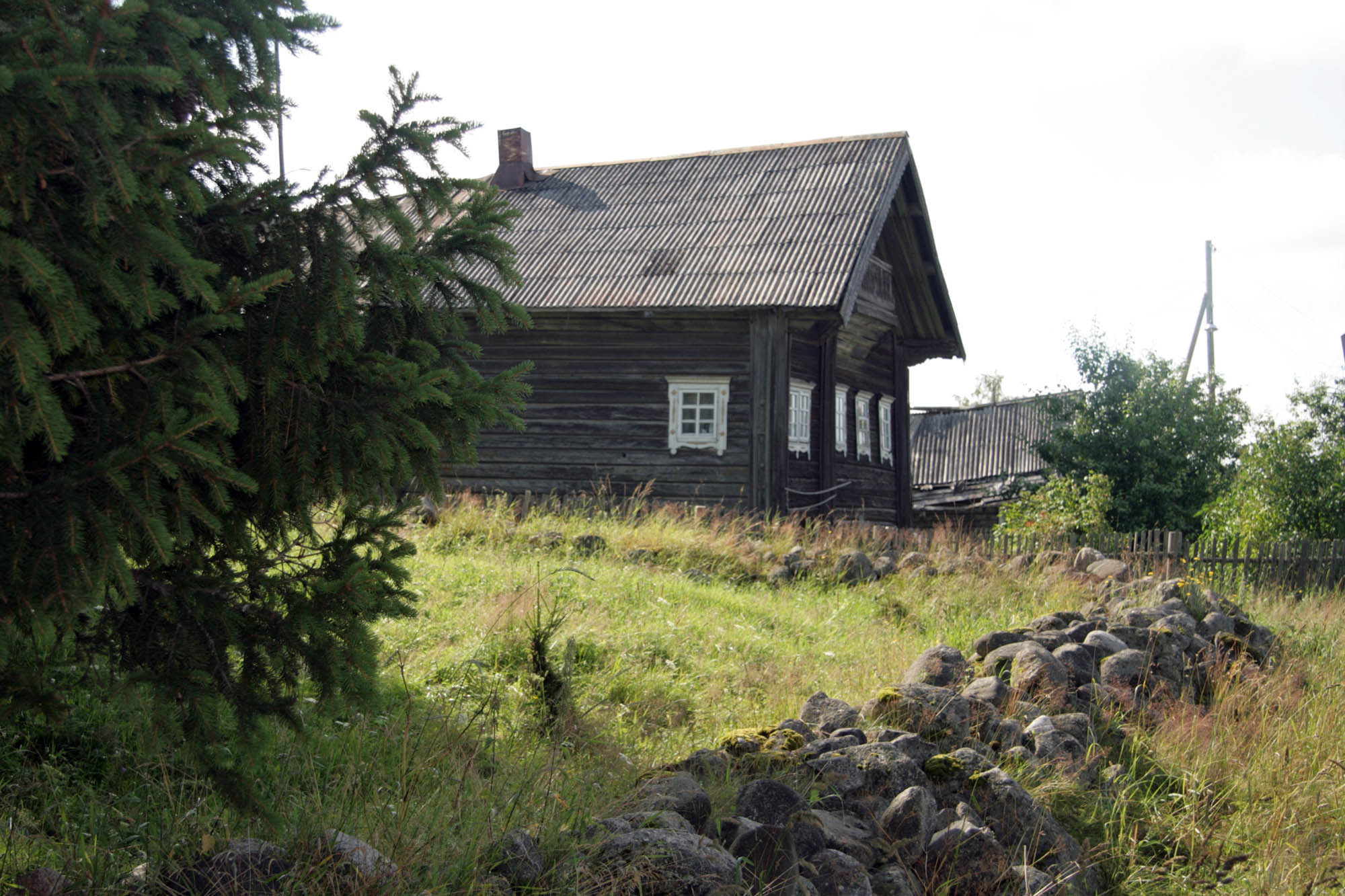
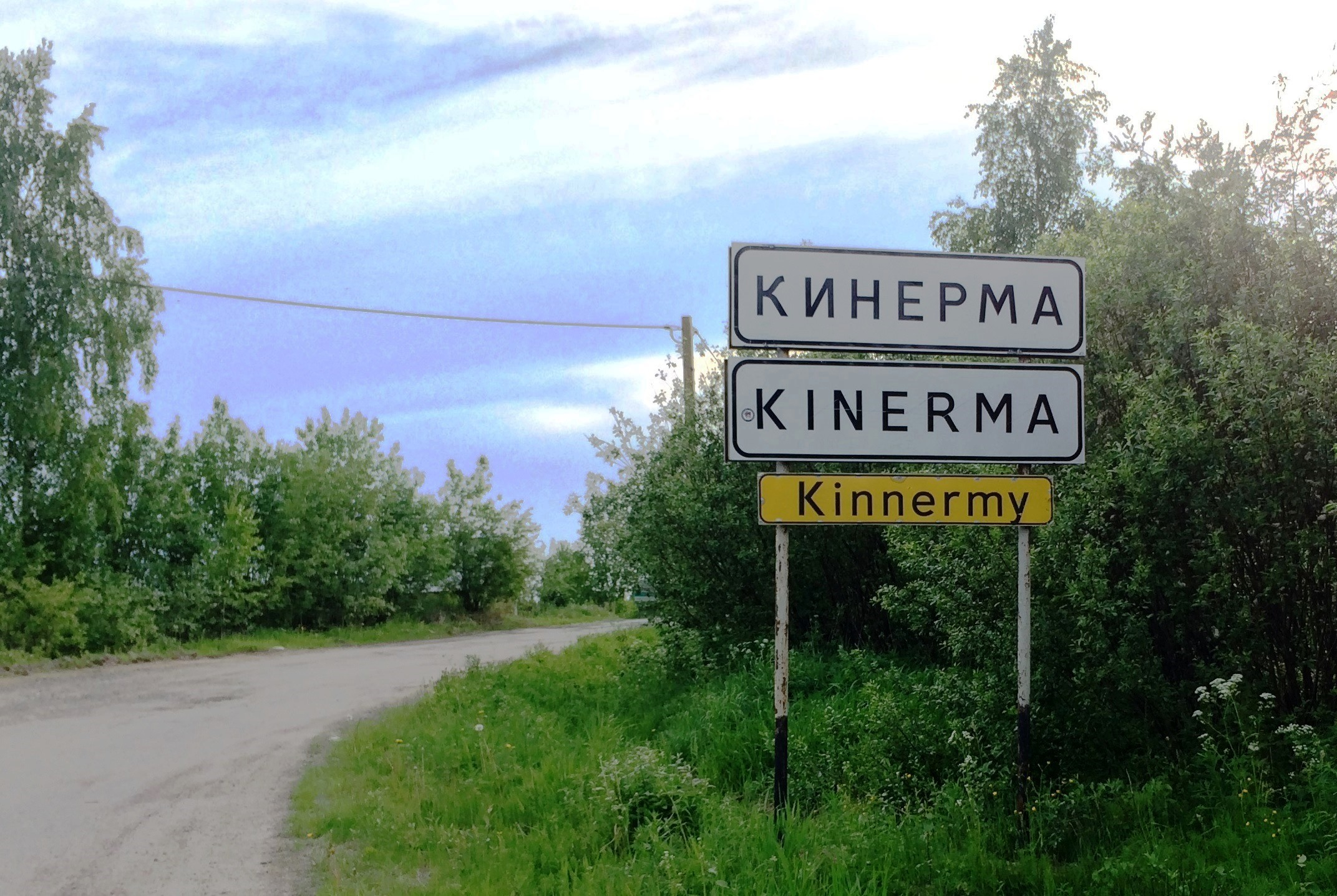
Въезд в деревню со стороны Ведлозера
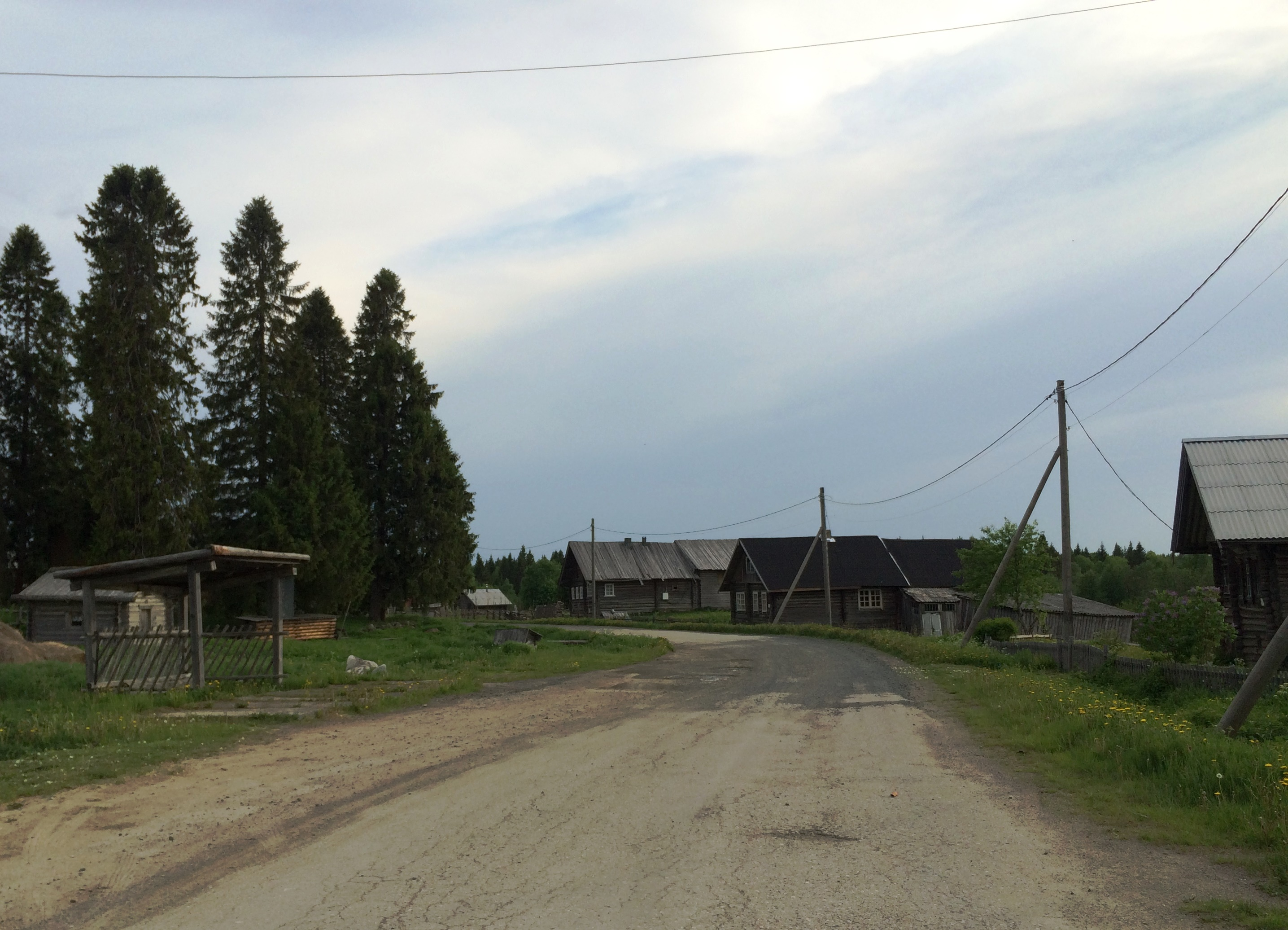
Автодорога 86К-9 через деревню
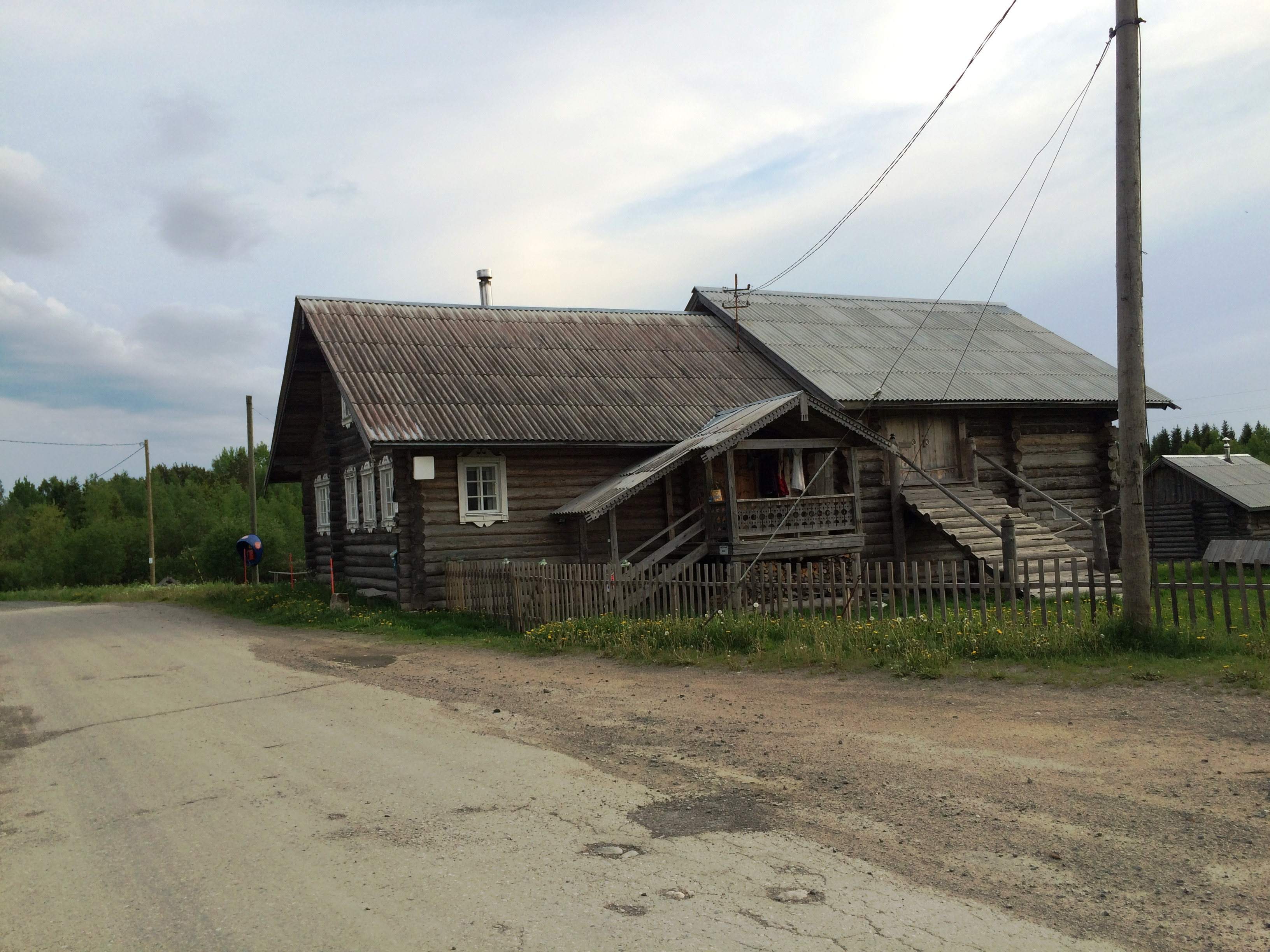
Этно-культурный центр, Кинерма, 17